# مسعودة العمارتلي

مسعودة العمارتلي بملابس الرجال

مسعود العمارتلي (1898 أو 1901 - 1944)، مغني عراقي  .
ولد في محافظة ميسان في ناحية الكحلاء "الجحله". ومنذ طفولته عشق الغناء، وكان يحفظ ويؤدي الأبوذية والبستات الريفية.

## رحلة عبوره لهويته الحقيقية
وُلِد مسعود العمارتلي لوالده مولى سعد كفتاة تُدعى مسعودة في العمارة (محافظة ميسان في جنوب العراق). كان مسعود يعمل خادم في بيوت أحد الشيوخ، وكان مهمته رعاية الغنم، فكان يخرج لرعي الغنم الفجر ويردد ما يحفظه من أغاني وبستات وأبوذيات أثناء خروجه للرعي، ووفي أحد الأيام تبعه شابان للتحرش به وكان وقتذاك في الثامنة عشر من عمره، فتصدا لهم وربطهم ثم قادهم لصاحب البيت، وحينها اعترف الشابان ونشروا فيما بعد أنه يملك صوتاً جميلاً، كان مسعود شاب نحيلة الجسم اسمر، قوي البنية والملامح، وقد أشاد الناس بشجاعته منذ ذاك الحادث، فاستغل اشادتهم وأعلن عن صفاته الرجوليه وخلع ثوب الأنوثة فصار يرتدي زي الرجال (العقال واليشماغ)، ومنذ ذلك الحين أصبحت شهرته واسعه في العمارة وصار يغني في مناسبات تلك القرية، هرب بعدها إلى مدينة "العمارة" بتشجيع من شقيقته... مرتدياً زي الرجال ليغني في المدينة ومقاهيها. ومن ذلك الوقت عرفت باسم مسعود العمارتلي ووصلت شهرته أرجاء العراق كمطرب ريفي ذي صوت شجي من دون أن يثير الشكوك.

## مسعود في بغداد
سمع فيما بعد بصوته أحد أصحاب التسجيلات أثناء حفلة لاحد الشيوخ فاعجبه صوت مسعود فأخذه معه إلى بغداد وسجل عدة اسطوانات، وفي بغداد كانت داره ملتقى هواة الغناء وقد تعرف على حضيري أبو عزيز القادم إلى بغداد من الناصرية وغنى معه اغاني عدة. استدعى إلى حلب وسجل اسطوانات هناك.

## مسعود والتلحين
لم يلحن له أحد بل كان هو يلحن اغانيه المستمدة من الريف ومن اغانيه المسجلة على اسطوانات (سوده شلهاني) و(ذبي العباية) و(خدري الجاي خدري) و(بوية محمد) و(كصة المودة) وله الكثير من الأغاني غيرها التي لم تحفظ لأنها كانت تذاع حية حيث لا توجد أجهزة للتسجيل ومكاتب التسجيل.

## وفاة مسعود
عاد لمسقط رأسه "ناحية الكحلاء" وظل هناك يعيش حياة الذكور وتزوج من إحدى النساء في القرية ولكن أمره كشف حين تزوج فدست له زوجته السم ومات وكان ذلك عام 1944.
ويقال أيضاً إنه مات بالتدرن الذي كان منتشرا آنذاك.

## أغاني مسعود العمارتلي
كان مسعود يجيد غناء (البستة) باللهجة الجنوبية. وكذلك أبدع في غناء (الطور المحمداوي) 
- ذبي العباية[1]
- خدري الجاي خدري
- محمد بويه محمد
- بو جناغ[2]
- انوليت يا بدرية[3]
- سكينة
- طش وآنه الم
- طب دشر توه
- عزيزين
- كصت المودة
- براضه أمشي براضه
- طر الفجر
- سوده شلهاني